# Блазень Кромарті
Блазень на святі Хеловін (англ. The Cromartie Fool) — картина, котру створив художник Річард Вайт (англ. Richard Waitt) 1731 року.

## Опис твору
Блазень — веселий, балакучий, швидкий у думках і гострий на язик персонаж ярмаркових та балаганних вистав . Блазень — наближена до феодала або королівської особи фігура, обов'язок котрої розважати вельможного пана та його гостей. Балакучому блазневі дозволялось говорити як веселі, так і неприємні речі, іноді сатирично гострі і образливі. Але його захищав статус дурня, особи неповна розуму, котра не знає і не дотримується загальноприйнятних у суспільстві поглядів і забобонів, легко порушує панівні настанови моралі. Блазень — логічно перейшов на театральну сцену і відомий за творами Вільяма Шекспіра, Педро Кальдерона тощо. Він — персонаж багатьох картин, мініатюр, гравюр західноєвропейських митців від доби середньовіччя до бароко.
На картині Річарда Вайта подано літнього бороданя у старому і недбалому вбранні із довгим стовбуром капусти. Верхівку капустини прикрашає запалена свічка. Невідповідне використання капусти як смолоскипа ніби доводило глядачам про статус дурня, особи неповна розуму. Але усміхнене обличчя свідчить, що персонаж не скоїть зла і підтримає святкування жартами.
З історії Шотландії відомо, що блазень прикрашав свято усіх святих, відоме як Хеловін. На святі Хеловін блазень міг керувати урочистостями.
За припущеннями, ще не просто картина, це черговий портрет із серії портретів якогось шотландського клана.

## Блазні у європейському мистецтві

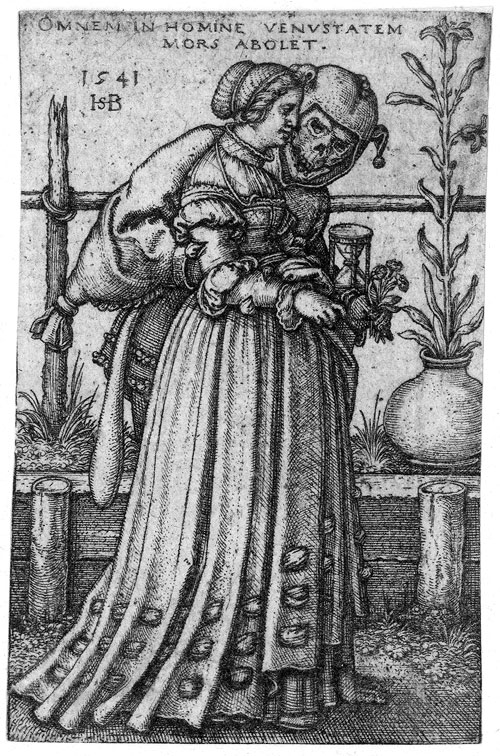
Ганс Зебальд. «Смерть як блазень чіпляється до пані», 1540 р.

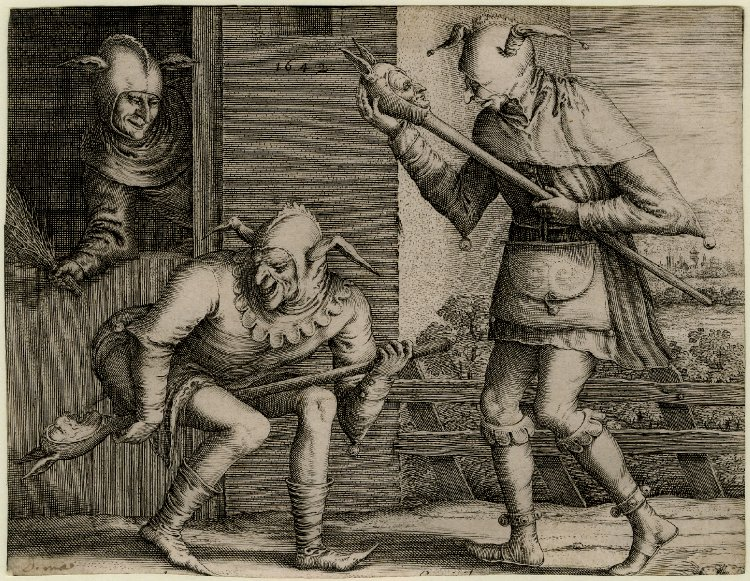
Пітер Брейгель старший (малюнок), гравер Гендрік Гондіус.  «Три блазні карнавалу», гравюра 1642 р.
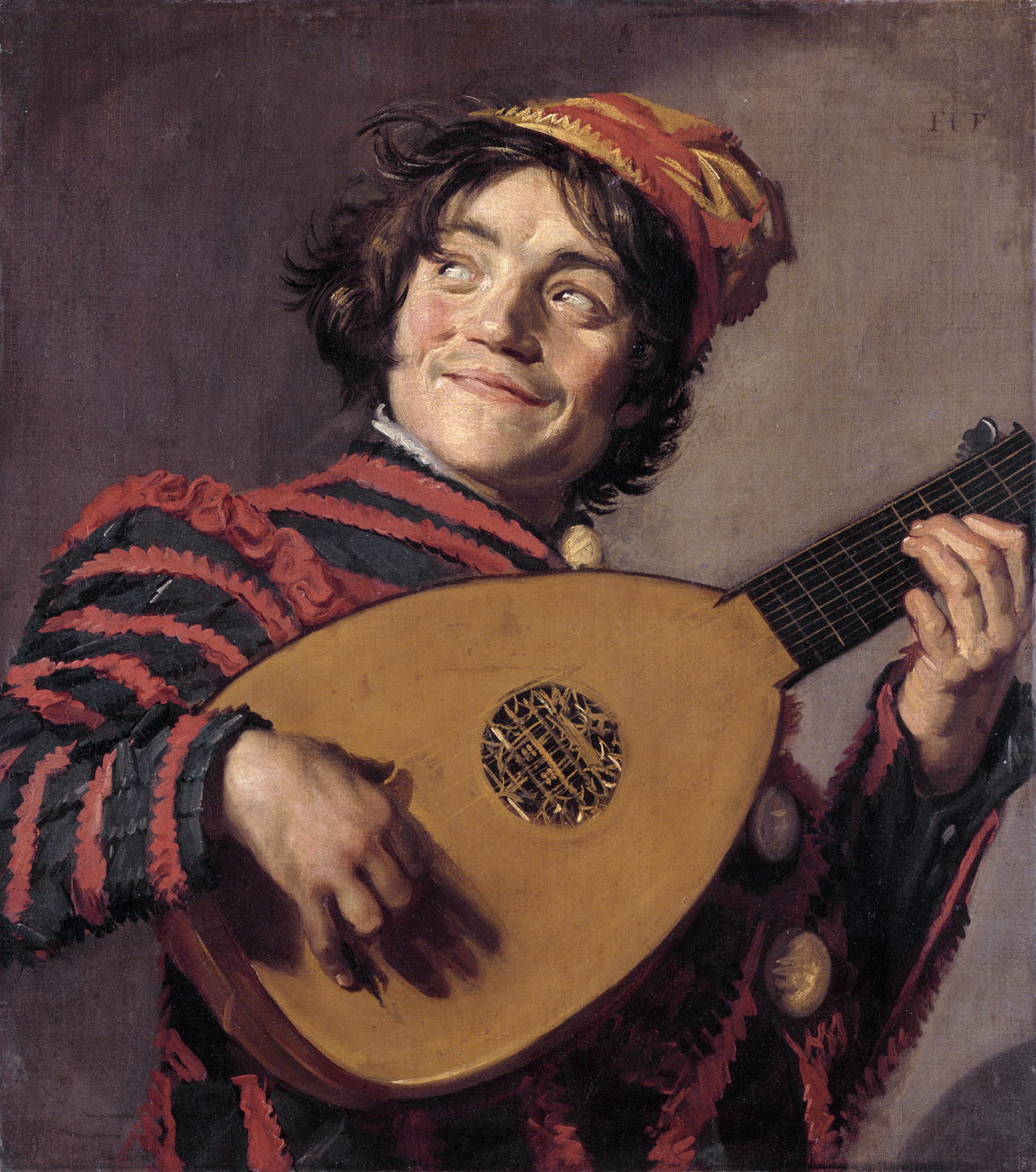
Франс Галс. «Блазень з лютнею»
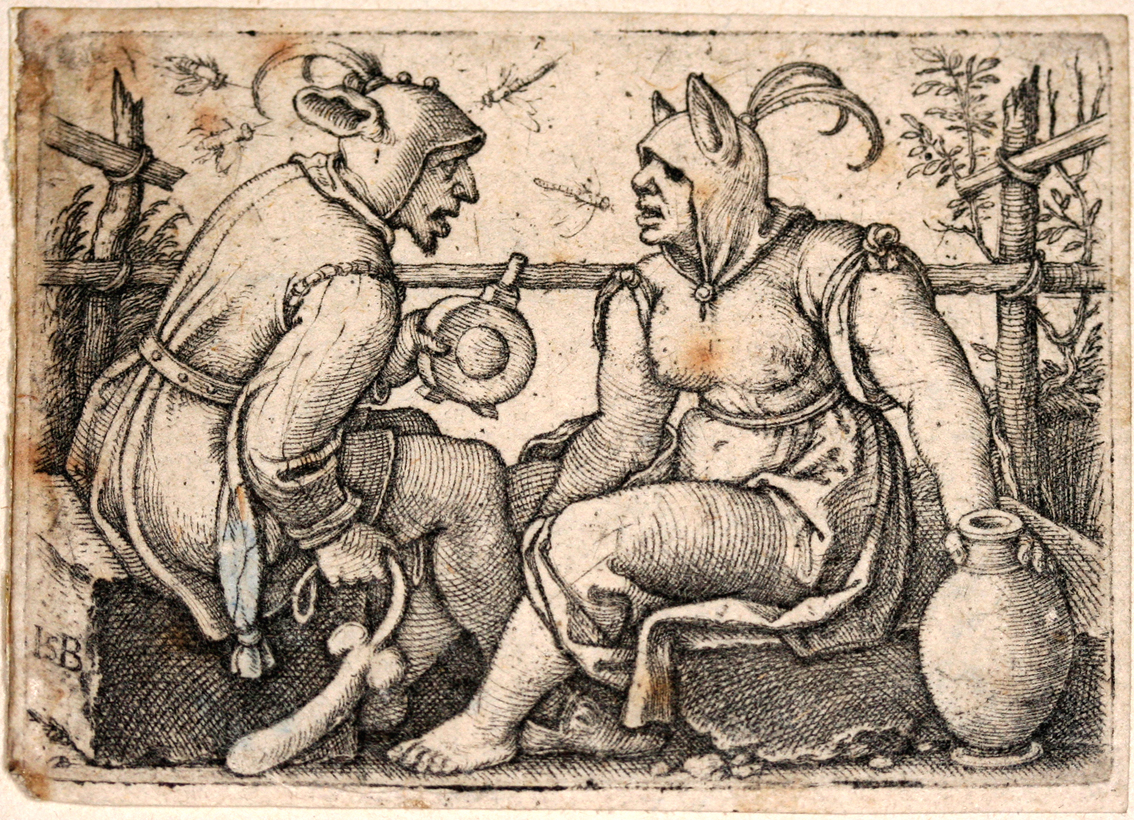
Ганс Зебальд. Чоловічій (ліворуч) та жіночий блазні. Перша половина 16 ст.